# Salix commutata
Salix commutata es una especie de planta nativa de oeste de Canadá y el noroeste de los Estados Unidos. Se ha informado de Alaska, Yukón, los Territorios del Noroeste, Columbia Británica, Alberta, Saskatchewan, Montana, Idaho. Washington y Oregón. Crece en las laderas rocosas alpinas y subalpinas , bosques de coníferas, riberas de los ríos, pantanos, etc.

## Descripción
Salix commutata es un arbusto de hasta 3 m de altura. Las hojas son elípticas a ovadas, de hasta 10 cm de largo, a veces con algunos dientes, las dos caras con algunos pelos blancos pero no glauco (de cera).

## Taxonomía
Salix commutata fue descrita por Michael Schuck Bebb y publicado en Botanical Gazette 13(5): 110–111. 1888.
Etimología
Salix: nombre genérico latino para el sauce, sus ramas y madera.
commutata: epíteto latino que significa "cambiable"
Sinonimia
- Salix commutata var. denudata Bebb
- Salix commutata subsp. mixta Piper
- Salix commutata var. puberula Bebb
- Salix commutata var. sericea Bebb[11]